# Erioptera dampfi
Erioptera dampfi är en tvåvingeart som beskrevs av Alexander 1927. Erioptera dampfi ingår i släktet Erioptera och familjen småharkrankar. Inga underarter finns listade i Catalogue of Life.